# Трамвай у Клермон-Ферран
Трамвай у Клермон-Ферран (фр. Tramway de Clermont-Ferrand) — трамвайна мережа французького міста Клермон-Ферран.

## Історія
Перші електричні трамваї на вулицях міста з'явилися у 1890 році. На початку ХХ столітті мережа активно розвивалася, але після першої світової війни розвиток практично припинився. Наприкінці 1940-х років почалася стагнація мережі, трамвай як і в інших французьких містах не витримував конкуренції автомобіля, що й призвело до повної ліквідації мережі у 1956 році. Після чого громадський транспорт міста на наступні 50 років був представлений лише автобусами.

## Лінія
Розмови про повернення трамваю на вулиці міста розпочалися ще у 1970-х роках, але до практичної реалізації проекту дійшло лише на початку 2000-х. Тендер на будівництво був оголошений у 2002 році, урочисте відкриття нової лінії відбулося у жовтні 2006 року, але у звичайному режимі початкова дільниця запрацювала лише через місяць. Наприкінці грудня 2013 року сталося невелике розширення мережі, була відкрита нова дільниця завдовжки приблизно 1,5 км та 3 нових зупинки. Станом на літо 2019 року в місті працює одна лінія та 34 зупинки. Мережу обслуговують 26 зчленованих низькопідлогових трамваїв довжиною 32 метра, 20 трамваїв працюють з момента відкриття а ще 6 були придбані пізніше.

## Особливості
Трамвайна мережа в місті побудована за технологією транслор, коли трамвай рухається на гумових шинах використовуючи єдину напрямну рейку, замість звичайної трамвайної колії. 

## Галерея

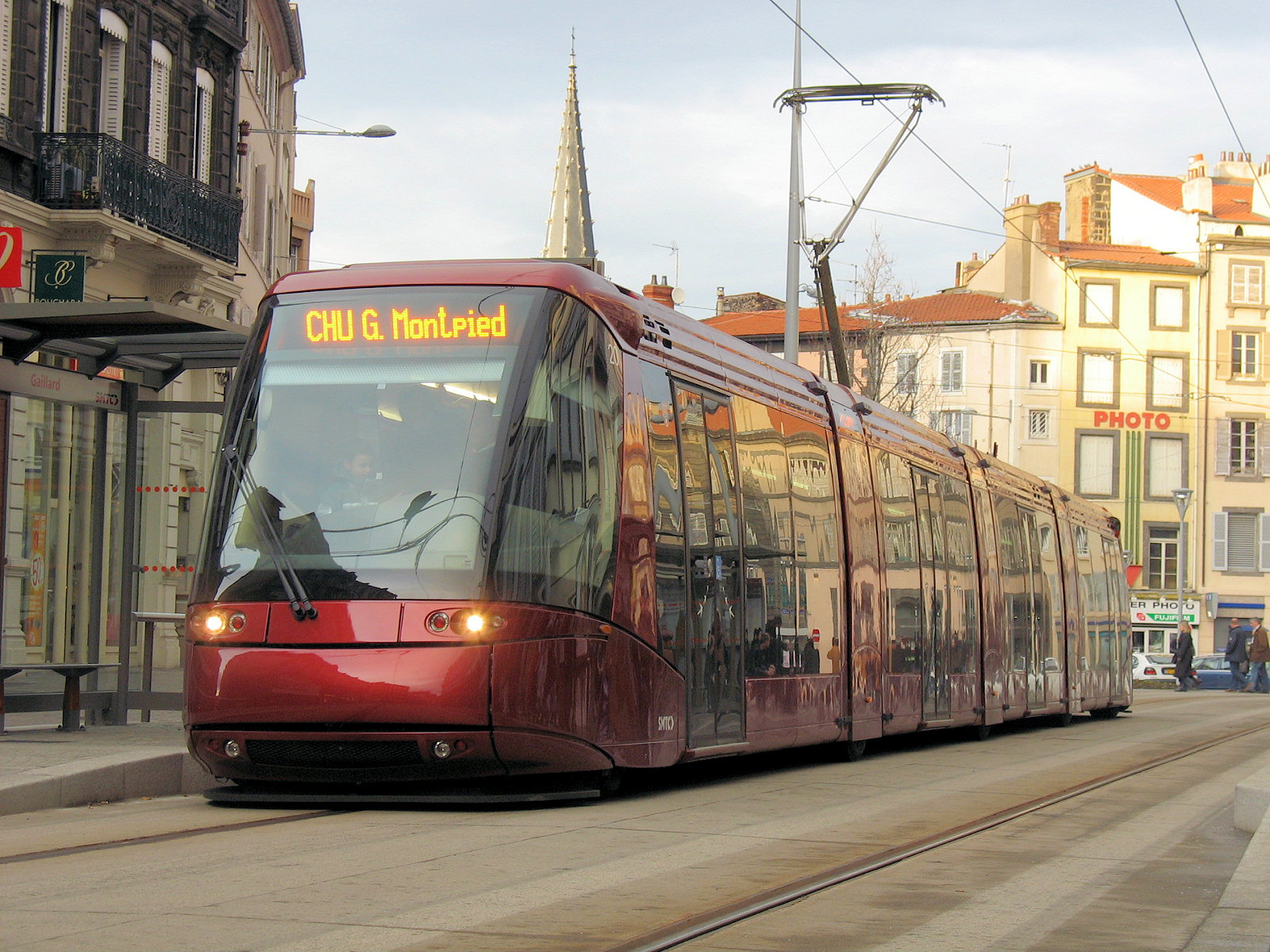
Трамвай на вулицях міста
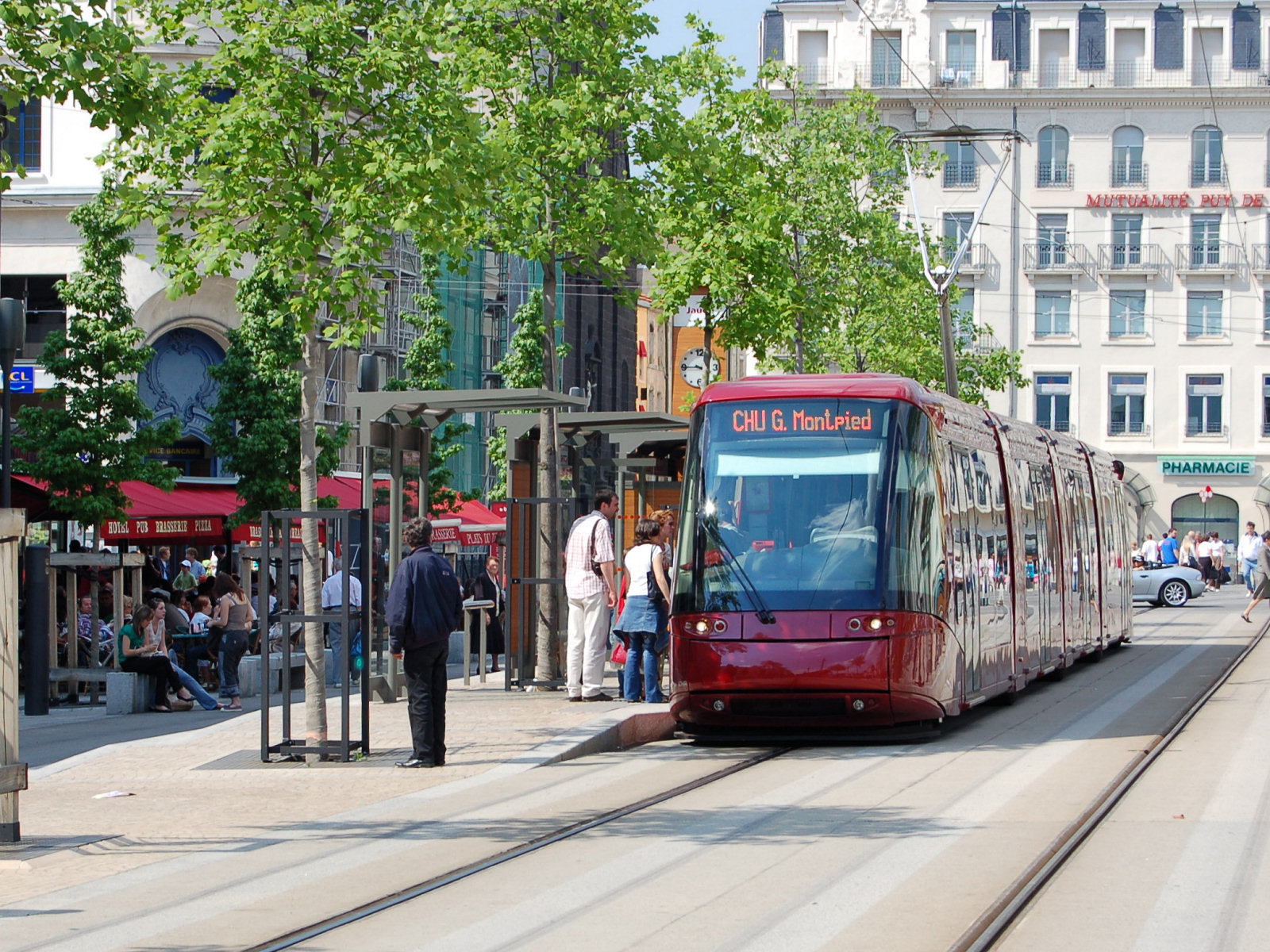
Трамвай на зупинці
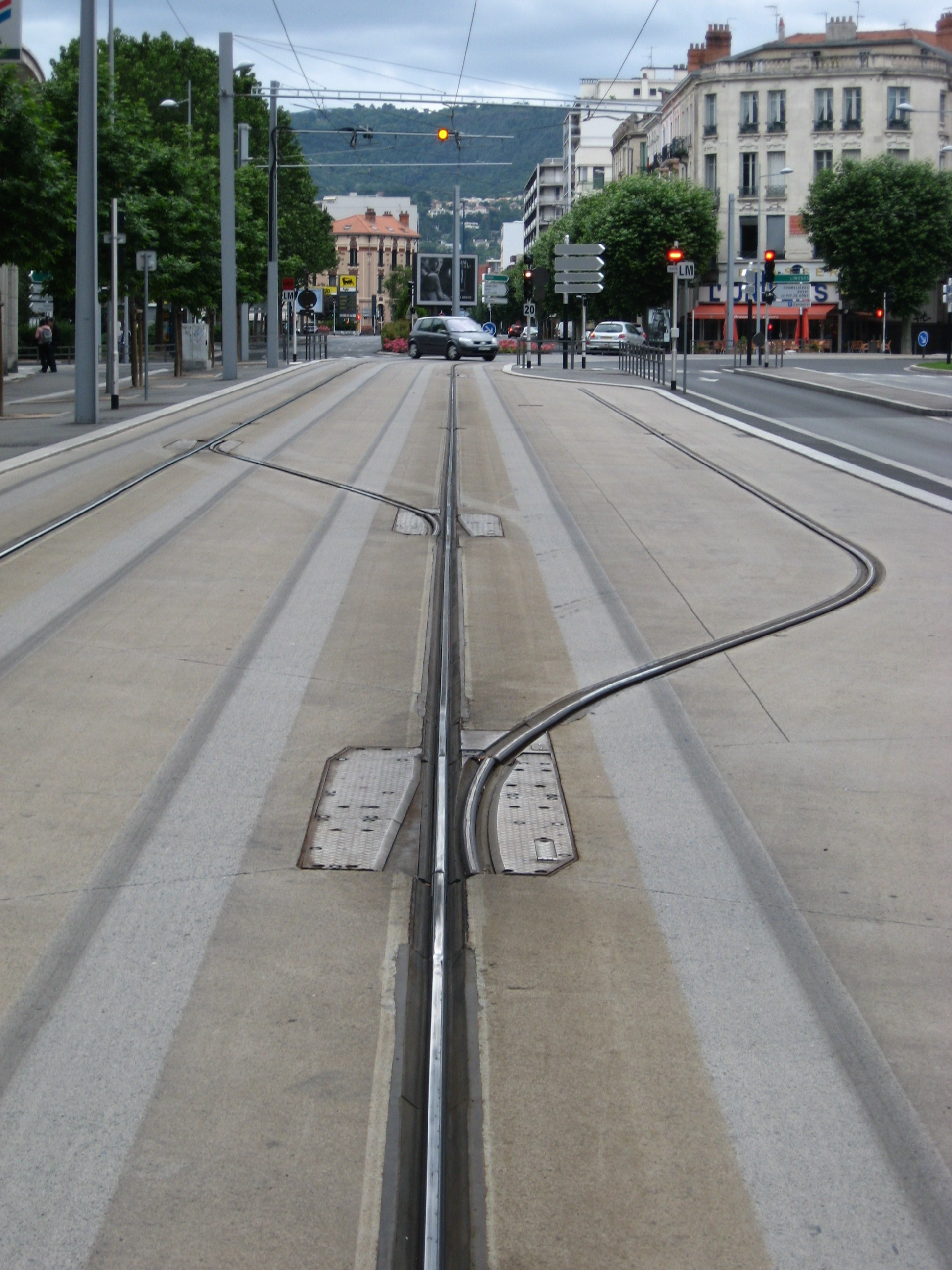
Вигляд трамвайної стрілки транслор